# 파하드 다리아
파하드 다르야 나시르(1962년 9월 22일 ~ , 파슈토어: فرهاد دریا, 페르시아어: فرهاد دریا)는 아프가니스탄의 가수, 작곡가, 음악 제작자이다. 그는 유엔 개발 계획 (UNDP) 아프가니스탄 친선 대사이며 뮤직 빌리지와 같은 다수의 기부 단체에 연관되어 있다. 그는 그의 음악뿐만 아니라 그의 애국주의에서도 대중들에게 많은 호감을 얻었다. 그의 팬은 그의 모국 아프가니스탄부터 중앙아시아의 일부분, 그리고 타지키스탄까지 분포가 다양하다. 다르야는 페르시아어, 파슈토어, 우즈베크어, 영어 그리고 우르두어를 포함한 다양한 언어로 노래한다.فرهاد دریافرهاد دریا

## 개인사
다르야는 아프가니스탄 카불에서 파슈툰인 부모 사이에서 태어났으며, 셔르 칸 나시르의 손자이다. 그는 카불 대학교 재학 시절 페르시아어 문학을 공부하였다. 다르야는 그의 첫 프로 밴드, 고로-이-바란 ("비의 밴드"라는 뜻)을 아사드 바디와 함께 결성하였다. 그 시기동안, 그는 아버 (구름)라는 가명으로 다른 아티스트들의 음악을 만들어주었고, 아프간과 인도의 전통 음악을 연주하기 시작했다. 그는 이후 대학을 떠나 아프가니스탄 국군에 입대하였다.
1990년 그는 독일로 이민하여 다시 노래를 부르기 시작하였다. 프라하와 함부르크를 여행하면서, 다르야는 파리에 도착하여 그의 아내 술타나 이맘을 만나게 되었다. 두 사람은 1993년 결혼하여 1995년 미국 버지니아 북부로 이사하였다. 이듬해 그들은 아들 헤즈란 다르야를 출산한다.

## 경력

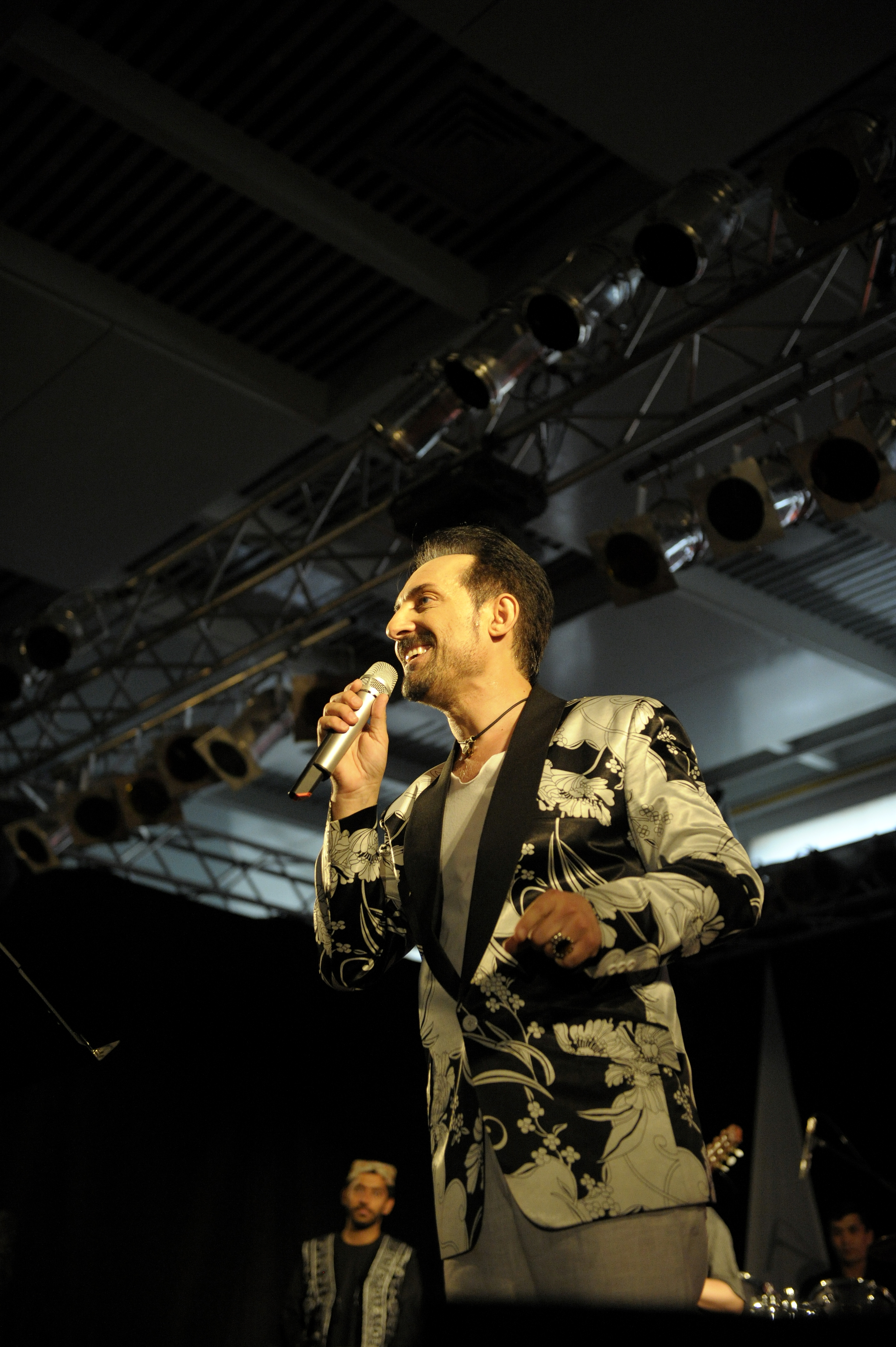
아프가니스탄 카불 2010 평화 콘서트 당시 파하드 다르야.

다르야의 1980년 아프가니스탄 텔레비전 데뷔 이래, 그는 20장 이상의 앨범을 발매하였으며, 200만 장 이상의 판매량을 기록하였다. 그 중 몇몇은 소련–아프가니스탄 전쟁 당시 상황과 전쟁으로 무너진 국가 상황에 망명 상태로 작업한 앨범이다. 대부분의 음악은 아프가니스탄 안에서의 사람들 사이의 평화와 화합의 메시지를 담고 있으며, 국가 통합의 의미도 담아내고 있다.
그는 2003년 살람 아프가니스탄 앨범을 발매하였으며, 2004년 3월에 뮤직비디오 DVD를 발매하였다.
2006년 9월, 다르야가 독일 음악가 피터 마페이와 함께 작업한 새로운 싱글 살라말렉이 마페이의 앨범 Begegnungen - Eine Allianz für Kinder의 일부 곡으로 발매되었다. 당시 그 곡은 다르야의 첫 록 음악 도전이었다.
2007년 8월, 다르야는 그의 새로운 앨범 하!를 아프가니스탄 지역에 발매하였고, 잇따라 2008년 3월에 독일에도 발매하였다. 그의 앨범 수록곡 돌헤 베잔 (나즈딕 쇼단) (톡 투 미/ 클로서)의 비디오가 2008년 2월 아프가니스탄 국영 방송에서 방송되었다. 이듬해, 다르야의 새로운 앨범 야후가 발매되었다.
그는 이후로 새로운 앨범 작업을 진행하지 않았으나, 아탄, 듀 하이 마스트, 나시케나드 그리고 오오 가이타 등의 싱글을 발매하였다.